# Istituto superiore di tecnologia della Costa d'Avorio
L'Istituto superiore di tecnologia della Costa d'Avorio (francese: Institut supérieur de technologie de Côte d'Ivoire abbreviata in ISTCI) è un istituto privato di istruzione superiore situato ad Abidjan in Costa d'Avorio.